# Ист-Кутеней
Ист-Кутеней (англ. East Kootenay Regional District) — один из 29 региональных округов Британской Колумбии, Канада. На 2016 год в округе проживало 60 439 человек.

## Географическое положение
Ист-Кутеней находится в юго-восточной части провинции Британская Колумбия вдоль западной границы Скалистых гор. Округ граничит с Альбертой и национальным парком Кутеней на востоке, штатом Монтана на юге, горами Парселла и региональным округом Сентрал-Кутеней на западе и округом Каламбия-Шасвап на севере. Площадь Ист-Кутенея 27 542 км².

## История
Индейцы появились на современной территории округа более чем 10 000 лет назад. Первым европейцем на территории считается Дэвид Томпсон в 1800-х годах. В 1807 году был основан Кутеней-Хаус на слиянии рек Каламбия и Тоби-Крик. Последующее развитие региона было связано с промышленностью, ресурсами и постройкой железной дороги. В 1860-х в Финдли-Крик нашли золото, а затем и в реке Уайлд-Хорс. В 1880—1890 годах активно развивалось сельское хозяйство. В 1865 году в Ист-Кутеней провели дорогу от Хоуп до Фишервилла. Около Кимберли и Моуи были найдены месторождения серебра и свинца. В долине Элк был найден уголь. В XX веке вместе с сельским хозяйством, горнодобывающим сектором и лесной индустрией начал развиваться туризм. Региональный округ был инкорпорирован в 1966 году.

## Население
По данным переписи 2016 года население Ист-Кутеней составляло 60 439 человека. В округе было 25 860 домашних хозяйств и 18 195 семей. Плотность населения составляла 2,2 человек на км². Население Ист-Кутеней с 2011 года увеличилось на 6,6 % (в среднем по провинции Британская Колумбия наблюдался прирост в 5,6 %). Для 91,4 % жителей округа родным языком был английский, 0,2 % указали родным один из языков коренного населения Канады, 1,7 % — французский, 0,5 % — филиппинский, 0,2 % — русский.
Население округа по возрастному диапазону по данным переписи 2016 года распределилось следующим образом: 15,9 % — жители младше 14 лет, 64,5 % — от 14 до 65 лет и 19,6 % — в возрасте 65 лет и старше. Средний возраст населения — 43,2 года, медианный возраст — 45,1 лет.
Из 25 860 домашних хозяйств 70,4 % представляли собой семьи: 61,8 % совместно проживающих супружеских пар (49,3 % — в браке, 12,5 % — в гражданском сожительстве); 6,3 % — женщины с детьми, проживающие без мужей и 2,2 % — мужчины с детьми, проживающие без жён. В среднем домашнее хозяйство ведут 2,3 человека, а средний размер семьи — 2,7 человека. Среди 50 795 человек старше 15 лет 64,1 % живут в паре (51,3 % — в браке, 24,9 % — в гражданском сожительстве), 21,1 % — никогда не были женаты.
В 2015 году медианный доход на семью оценивался в 94 199 $, на домашнее хозяйство — в 76 850 $. Доход на душу населения — 36 573 $ в год, при этом мужчины имели медианный доход в 50 693 долларов США в год против 27 309 долларов среднегодового дохода у женщин.